# Karolina Tymińska
Karolina Tymińska, poljska atletinja, * 4. oktober 1984, Świebodzin, Poljska.
Nastopila je na poletnih olimpijskih igrah v letih 2008 in 2012, leta 2008 je dosegla sedmo mesto v sedmeroboju. Na svetovnih prvenstvih je v isti disciplini osvojila bronasto medaljo leta 2011.